# 가리아과
가리아과(Garryaceae)는 진정쌍떡잎식물에 속하는 작은 과로 2개 속으로 구성되어 있다. 일부 분류 체계는 식나무속(Aucuba)을 층층나무과에 포함시키기도 한다.

## 특징

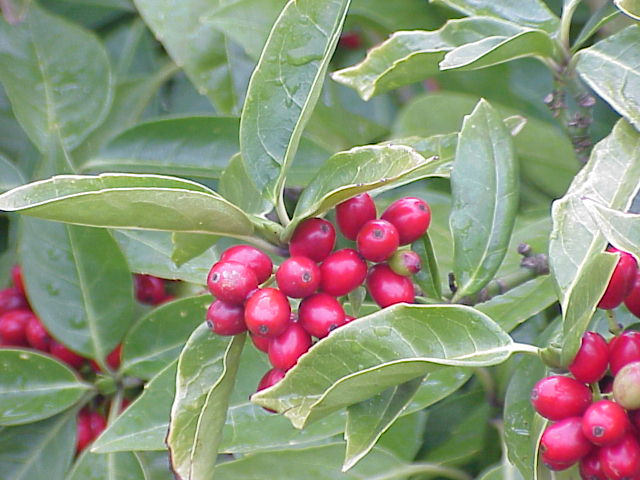
식나무(Aucuba japonica)

이 과의 식물은 북아메리카의 가리아(Garrya)와 동아시아 지역의 온대와 아열대 지역에서 자생한다. 관목의 상록수 또는 단잎의 작은 나무이다.

## 하위 속
- 가리아속 (Garrya) : 약 16-18 종
- 식나무속 (Aucuba) : 약 3-10 종